# Malerèt de Boçac
Malerèt de Boçac (en francès Malleret-Boussac) és una localitat i comuna de França, a la regió de la Nova Aquitània, departament de la Cruesa. La seva població al cens de 1999 era de 229 habitants. Està integrada a la Communauté de communes du Pays de Boussac.

## Demografia
| 1968 | 1975 | 1982 | 1990 | 1999 |
| ---- | ---- | ---- | ---- | ---- |
| 447  | 350  | 294  | 268  | 229  |

## Administració
| Període   | Identitat          | Partit        |
| --------- | ------------------ | ------------- |
| 2001-2008 | Michel Carat       | Divers droite |
| 2008-     | Catherine Graveron |               |